# Пиццабалла, Пьербаттиста
Пьербаттиста Пиццабалла (итал. Pierbattista Pizzaballa; род. 21 апреля 1965, Колоньо-аль-Серио, Бергамо, Италия) — кардинал, первый Патриарх Иерусалима латинского обряда (с 23 октября 2020). Титулярный архиепископ Вербе с 24 июня 2016 по 24 октября 2020. Апостольский администратор Иерусалима с 18 марта 2017 по 24 октября 2020. Кардинал-священник с титулом церкви Сант-Онофрио с 30 сентября 2023.

## Образование
Родился в 1965 году в Бергамо. В сентябре 1976 года поступил в духовную семинарию Ордена меньших братьев региона Эмилия-Романья. Рукоположен в священники 15 сентября 1990 года. В Архиепископской семинарии в Ферраре получил диплом по антиковедению.
В Папском Антонианском университете получил степень бакалавра богословия. Получил степень лиценциата во Францисканском библейском институте Иерусалима.
Кроме родного итальянского также владеет английским, ивритом и арабским языками.

## Карьера

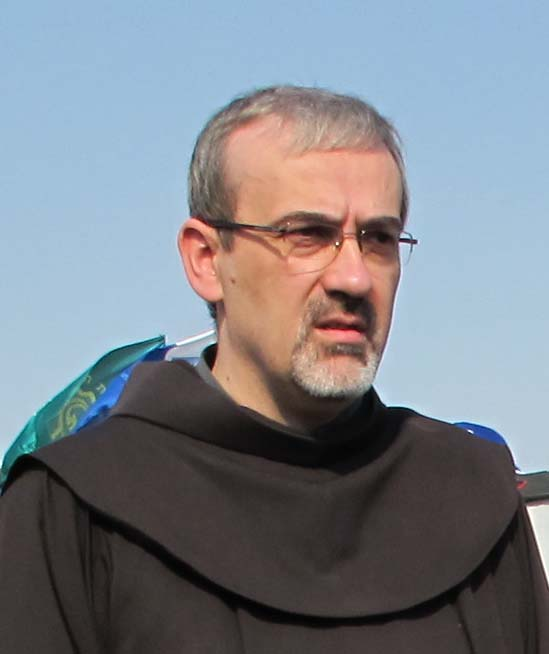
2011 год

На Святой Земле начал свою карьеру в родном Францисканском библейском институте Иерусалима в качестве преподавателя Древнееврейского языка.
С 2005 по 2008 год служил патриаршим викарием для ивритоязычных католиков.
В 2004 Пиццабалла был избран францисканским Кустодом Святой земли и хранителем горы Сион. В течение 12-ти лет он бессменно переизбирался на этот пост.
В 2016 году, после ухода на покой Латинского патриарха Иерусалима Фуада Туаля, был назначен апостольским администратором Иерусалима Sede Vacante и в то же самое время был также назначен титулярным архиепископом Вербе.
Также назначен Великим Приором Ордена Гроба Господнего.
После окончания аспирантуры Пиццабалла преподавал библейский иврит на францисканском факультете библейских и археологических наук в Иерусалиме, отвечал за публикацию Римского Миссала на иврите в 1995 году и переводил литургические тексты на иврит. В 2008 году он был назначен консультантом в комиссии по связям с иудаизмом Папского совета по содействию христианскому единству. Неоднократно критиковал палестинских лидеров за то, что они обвиняли во всех проблемах «израильскую оккупацию Газы и Западного берега». 
16 октября 2023 года он осудил действия ХАМАС как варварские и предложил себя в качестве заложника в обмен на пленных израильских детей, удерживаемых в Газе в 2023 году. Пиццабалла подписал «Заявление об эскалации гуманитарного кризиса в секторе Газа», в котором осуждались нападения на мирных жителей, содержался призыв к деэскалации и призывался к доставке гуманитарной помощи. Его заявления как противника насилия со всех сторон и израильской оккупации Палестины подвергались критике со стороны министра иностранных дел Израиля Эли Коэна.

## Награды
C декабря 2014 года — Великий офицер ордена Звезды Италии.
Почётный конвентуальный капеллан Большого креста Мальтийского ордена.
29 мая 2015 года получил степень Великого командора Ордена православных рыцарей Святого Гроба.

## Конклав 2025 года
На конклаве 2025 года стал одним из папабилей после смерти Франциска.